# U-Bahnhof Hirschlandplatz
Der U-Bahnhof Hirschlandplatz (von 1977 bis 1985 U-Bahnhof Wiener Platz) ist ein U-Bahnhof der Stadtbahn Essen. Sie liegt im Essener Stadtkern nahe dem Grillo-Theater.

## Lage und Aufbau

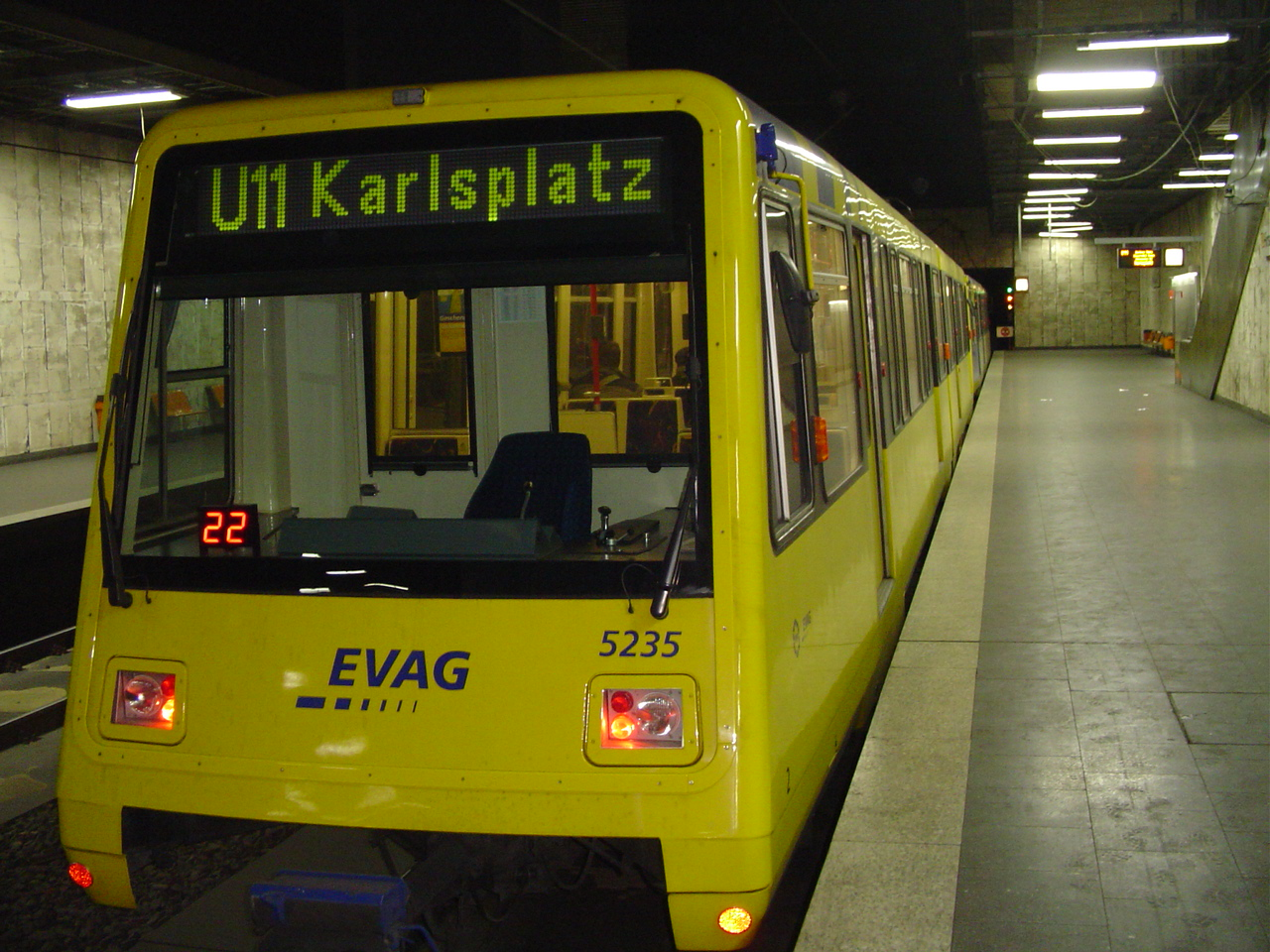
Zug der Linie U11 im U-Bahnhof Hirschlandplatz (2006, vor der Modernisierung)

Der U-Bahnhof Hirschlandplatz liegt zwischen den U-Bahnhöfen Essen Hauptbahnhof und Berliner Platz. Er befindet sich unter dem Hirschlandplatz beim Grillo-Theater und nicht weit von der Kettwiger Straße als zentraler Fußgängerzone der Stadt.
Der U-Bahnhof besitzt eine Verteilerebene und eine darunter liegende Bahnhofshalle mit zwei normalspurigen Gleisen mit 80 cm hohen Seitenbahnsteigen für Hochflurfahrzeuge. Sie können über Treppen und Rolltreppen durch insgesamt zwei Eingänge erreicht werden. Hier ist auch das Büro der Essener Verkehrshistorischen Arbeitsgemeinschaft.

## Geschichte
Der U-Bahnhof wurde mit dem Namen Wiener Platz zu Pfingsten 1977 zusammen mit der Stammstrecke I eröffnet. 1985 erhielt der Wiener Platz die Bezeichnung Hirschlandplatz, damit änderte sich auch der Name des U-Bahnhofs. Namensgebend ist die jüdische Familie Hirschland, die die nahe gelegene, ehemalige Simon Hirschland Bank gründete und betrieb. Sie musste die Bank 1938 durch Verfolgung in der Zeit des Nationalsozialismus aufgeben.
Zunächst war der U-Bahnhof Wiener Platz Endstation der ersten Essener Stadtbahnstrecke, die über Essen Hauptbahnhof, Bismarckplatz, Savignystraße, Hobeisenbrücke und Wickenburgstraße nach Mülheim-Heißen Kirche führte. Am 27. November 1981 wurde die Tunnelverbindung zum U-Bahnhof Berliner Platz eröffnet.
2008 wurde der U-Bahnhof mit einer Investition von 1,2 Millionen Euro modernisiert. Dazu gehörten neue Elektroinstallationen und Brandschutzmaßnahmen sowie die Verkürzung der ehemals 110 Meter langen Bahnsteige auf 90 Meter, was im Interesse der Fluchtwegsicherung geschah. Die Neugestaltung folgte dem Konzept eines Themenbahnhofs. So wurden in der Verteilerebene Wandbilder des Grillo-Theaters, der Lichtburg, der Volkshochschule Essen und historischer Straßenbahnwagen angebracht. Am Bahnsteig wird die Straßenbahngeschichte anhand von Bildern und Fahrzeugteilen dargestellt. So sind ein alter Stromabnehmer und die Front eines zeitgenössischen Wagens zu sehen. Am 21. Dezember 2008 wurde der U-Bahnhof, nun mit der Farbgebung alter Straßenbahnwagen in Laubgrün und Elfenbeingelb, feierlich neu eröffnet.

## Bedienung
Der U-Bahnhof Hirschlandplatz wird von allen Linien der Stadtbahn Essen (U11, U17 und U18) bedient.
| Linie | Verlauf | Takt   |
| ----- | --- | ------ |
| U 11  | GE-Horst, Buerer Straße – Schloss Horst – GE-Horst, Fischerstraße – E-Karnap, Alte Landstraße – Boyer Straße – E-Karnap, Arenbergstraße – E-Altenessen, Heßlerstraße – II. Schichtstraße – U Karlsplatz – U Altenessen Mitte – U Kaiser-Wilhelm-Park – U Altenessen Bf – U Bäuminghausstraße – U Bamlerstraße – U Universität Essen – U Berliner Platz – U Hirschlandplatz – U Essen Hbf – U Philharmonie – U Rüttenscheider Stern – U Martinstraße – U Messe Ost/Gruga – Essen, Messe West/Süd/Gruga | 10 min |
| U 17  | E-Altenessen, U Karlsplatz – U Altenessen Mitte – U Kaiser-Wilhelm-Park – U Altenessen Bf – U Bäuminghausstraße – U Bamlerstraße – U Universität Essen – U Berliner Platz – U Hirschlandplatz – U Essen Hbf – U Bismarckplatz – U Planckstraße – Gemarkenplatz – Holsterhauser Platz (Klinikum) – Halbe Höhe – Laubenweg – E-Margarethenhöhe | 10 min |
| U 18  | Essen, U Berliner Platz – U Hirschlandplatz – U Essen Hbf – U Bismarckplatz – Savignystraße/ETEC – Hobeisenbrücke – E-Frohnhausen, Wickenburgstraße – Mülheim (Ruhr), Rhein-Ruhr-Zentrum – Rosendeller Straße – U Eichbaum – U Heißen Kirche – U Mühlenfeld – U Christianstraße – U Gracht – U Von-Bock-Straße – U Mülheim (Ruhr) Hbf | 10 min |

## Trivia
Hirschlandplatz ist die einzige Haltestelle im Essener Stadtbahnnetz, an der alle drei Stadtbahnlinien halten, aber keine Straßenbahn.
Die Station Hirschlandplatz ist nicht barrierefrei ausgebaut. Es gibt Rolltreppen; Aufzüge sind jedoch nicht vorhanden.

## Weiterführende Informationen